# 強度
材料の強度（きょうど）とは、その材料が持つ変形や破壊に対する抵抗力を指す。

## 概説
古くから経験的に把握されていた材料における強度の概念について最初に定量化を試みたのはレオナルド・ダ・ヴィンチであるが、彼の個人的なノートでの記述に限られていた。一般に公開された書物としては1638年に出版されたガリレオ・ガリレイの『新科学対話』における記述が最初である。18世紀に入ると引張試験や曲げ試験など様々な強度試験の方法が確立し、ステファン・ティモシェンコの確立した材料力学の考え方とともに建築分野や機械設計分野の基礎を支えていると一般のエンジニアには思われている。しかしながら、戦場の最前線のごとく、破損した材料の屍を築く領域や、永久には持たないならその寿命を工学的に管理するなど分野においては、破壊力学（靭性）的考え方を採用することも重要で、一般の人々の感覚に還元すると強度と靭性のバランスポイントがありそこが最も強度が高いという認識になる。
強度を表す指標は様々であり、材料の変形挙動の種類によって以下のように用語を使い分ける。
降伏強さ
ひずみが大きくなると、ひずみと応力との関係が比例しなくなり、応力を除去してもひずみが残る場合がある。この現象は降伏と呼ばれ、この現象が起き始める応力を降伏強さと呼ぶ。材料の種類によっては降伏現象が明確にみられないものもある。
引張強さ
ひずみが大きくなると材料は破断するが、破断する前に材料に表れる最大の引張応力、あるいは材料が耐えうる最大の引張応力を引張強さと呼ぶ。引張強さの大きい材料は「高強度(high strength)」、小さい材料は「低強度(low strength)」と表現される。塑性力学で言われる変形抵抗という概念もこれと概ね一致する。
延性
材料が破断する直前における最大の変形量（ひずみ）を延性と呼び、もとの長さに対する比率として表す。延性の指標には伸びと絞りが代表的であるがその他の指標もある。
破壊エネルギー（靭性）
破壊するまでに材料に加えられる総エネルギーを破壊エネルギーと呼ぶ。破壊エネルギーの大きい材料は「靭い (ねばい；tough) 」と表現される。このエネルギー論を応力と関連付けているのが破壊力学である。
曲げ強度（抗折力）
部材の破壊は引張りより曲げモードの負荷で破損することが多いことより多用される指標。延性の低い材料系で使われ、その傾向は大まかには靭性と一致する。
硬度
傷の付きにくい材料は「硬い(hard)」と表現され、標準物質と擦り合わせた傷の有無で判定するモース硬度や、ダイヤモンド針を押し当てた傷の大きさで判定するビッカース硬さなどの指標がある。おおむね変形抵抗と一致する。

## 光の強度
一般に「光の強度」と呼ばれるものとして、光度と放射強度がある。どちらの意味で使われているかは、状況によって異なる。